# Земцов Михайло Григорович
Земцов Михайло Григорович (рос. Земцов Михаил Григорьевич 1688, Москва — 28 вересня, 1743) — російський архітектор початку XVIII століття, представник раннього бароко.

## Життєпис
Народився в Москві. Художнє навчання отримав в типографії Збройної палати, функції якої на той час значно виходили за виробництво зброї. Палата робила прапори, гравіювальні роботи по металу, декоративні роботи, роботи по ремонту зіпсованих творів декоративно-ужиткового мистецтва.

## Шпигунство. Переведення у Петрбург
- 1709 р. — переведений у Санкт-Петербург. Петро І, що усіляко підпримував шпигунство і доноси, простер ці функції і на виявлення добрих майстрів, ремісників і будівельників у різних містах. Агенти розпитували про них, а потім за наказом пішки гнали у Петербург на розбудову нового міста-порту. В місті з 1704 р. працював швейцарець італійського походження, військовий інженер і архітектор Доменіко Трезіні.

## Праця з Трезіні

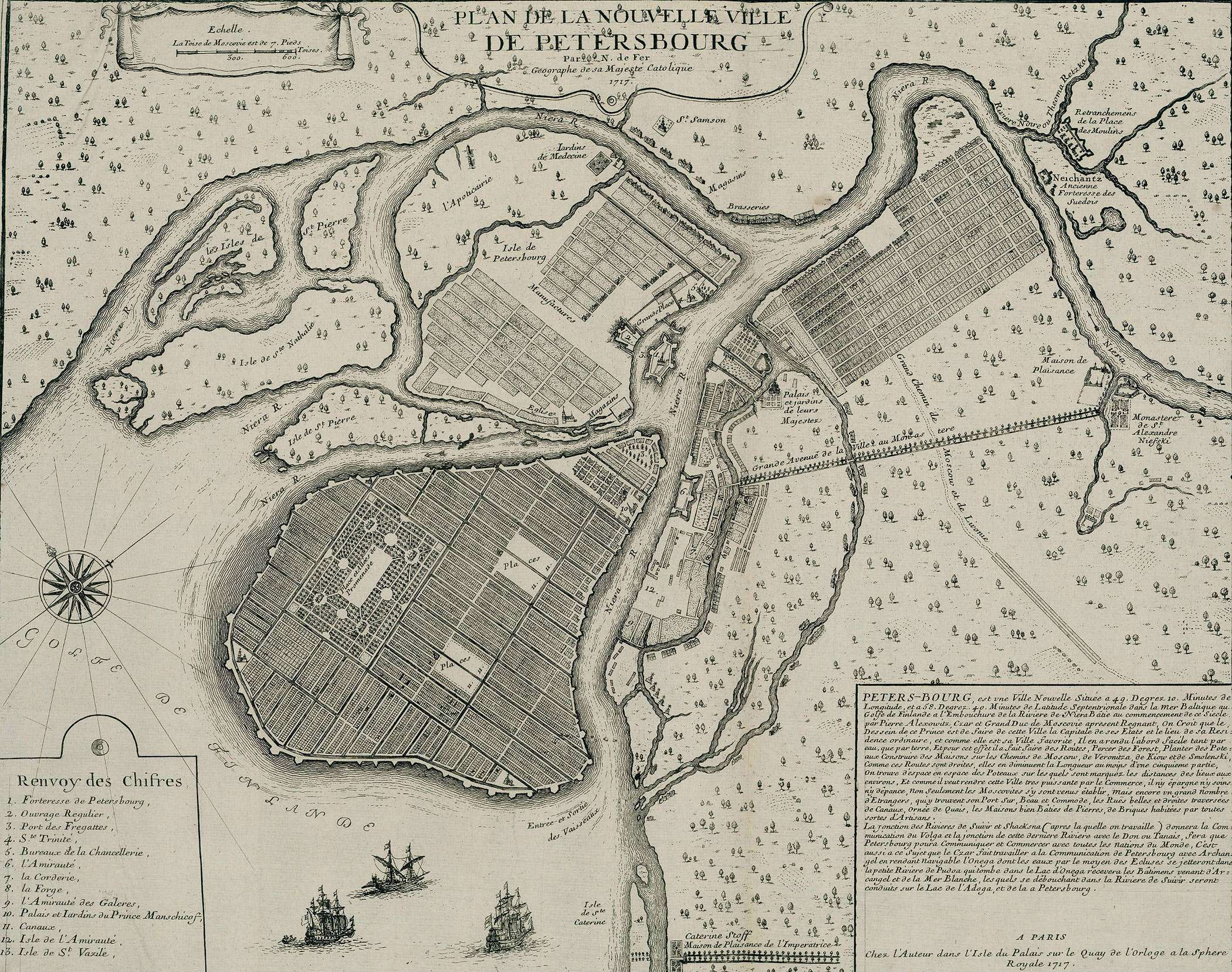
Карта Петербургу, гравюра 1717 р.

З 1710 р. за наказом царя Петра І Михайло Земцов переведений в учні до Трезіні для удосконалень в італійській мові і будівельній справі. Школа була доброю, бо військовий інженер займався як військовою, так і цивільною архітектурою. З письменним Земцовим склалися ділові стосунки і той креслить плани, бере участь у створенні архітектурних моделей. Отриманні знання перевіряють на реальному будівництві, бо Трезіні завантажили завданнями за край, серед його справ —
- форти
- равеліни Петропавловської фортеці
- порохові комори
- приходські храми
- шпиталь
- аптека
- Гостиний двір
- тимчасова споруда під Сенат
- басейни-гаванці біля усіх важливих будівель міста та приватних домівок.

Універсально освічений Доменіко Трезіні при нагоді може розпланувати сад бароко і павільйони в ньому. Петро І захоплюється садівництвом, ботанікою. До цього залучили і Трезіні, а той у свою чергу учнів, серед яких і Михайло Земцов. Михайло працює поки що за чужими проектами і кресленнями. Але має здібності і опановує як дерев'яну, так і кам'яну архітектуру європейського зразка. Йому доручають працю на відповідальних об'єктах (Літній сад, Петергоф, Зимовий палац для Петра І тощо.)

## Мікетті і Земцов

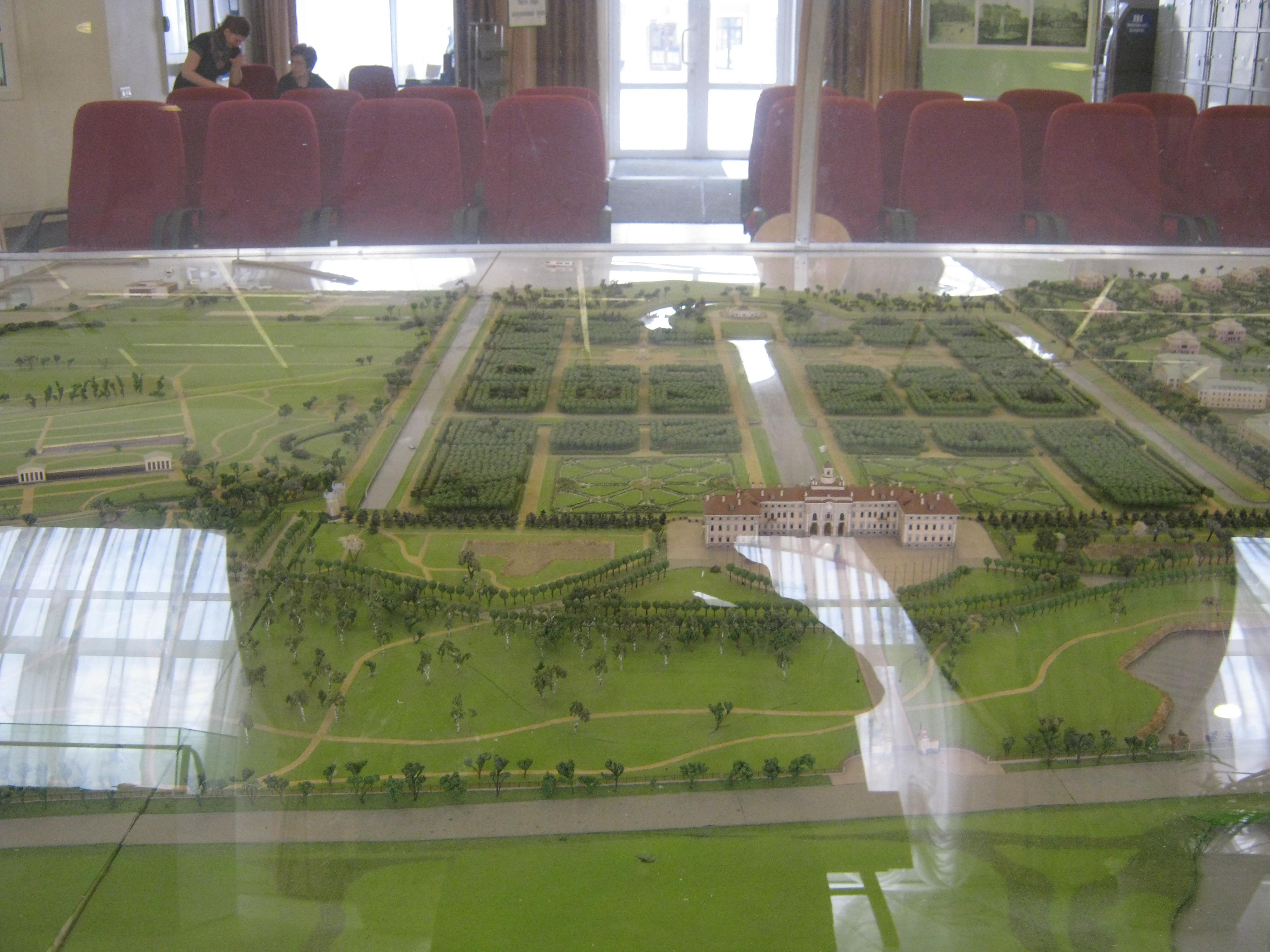
Стрельна. Архітектурний макет палацово-паркового ансамблю.

Ділова, дещо прозаїчна архітектура Доменіко Трезіні значно відрізнялася від яскравої, по італійськи розкішної і ефектної архітектури Ніколо Мікетті. Представник римської школи бароко, Мікетті з 1718 року у Петербурзі. Він переніс характерні риси римської школи бароко і на береги Неви. Про це яскраво свідчили його проєкти палацу і саду у Стрєльні та Італійський палац для дружини Петра І в Петербурзі. Грандіозна споруда палацу у Стрєльні на довгі роки стане найвеличнішим палацом Росії (до доби Вартоломея Растреллі) і найдовшим її довгобудом. Бо до створення резиденції у Стрєльні швидко охолов Петро І, головний замовник, що надав перевагу Петергофу.

## Звання архітектора
У 1724 р. Михайло Земцов витримав іспити у чотирьох архітекторів-іноземців. Гаетано К'явері познайомився з його кресленнями і надіслав схвальний відгук листом. Комісію складали —
- Доменіко Трезіні
- Стефан Звітен
- Карло Бартоломео Растреллі.

Після повернення Ніколо Мікетті на батьківщину — до Михайла Земцова логічно перейшли «недобудови» Мікетті, бо Михайло роками був помічником італійця.

## Два палаци для дружини царя

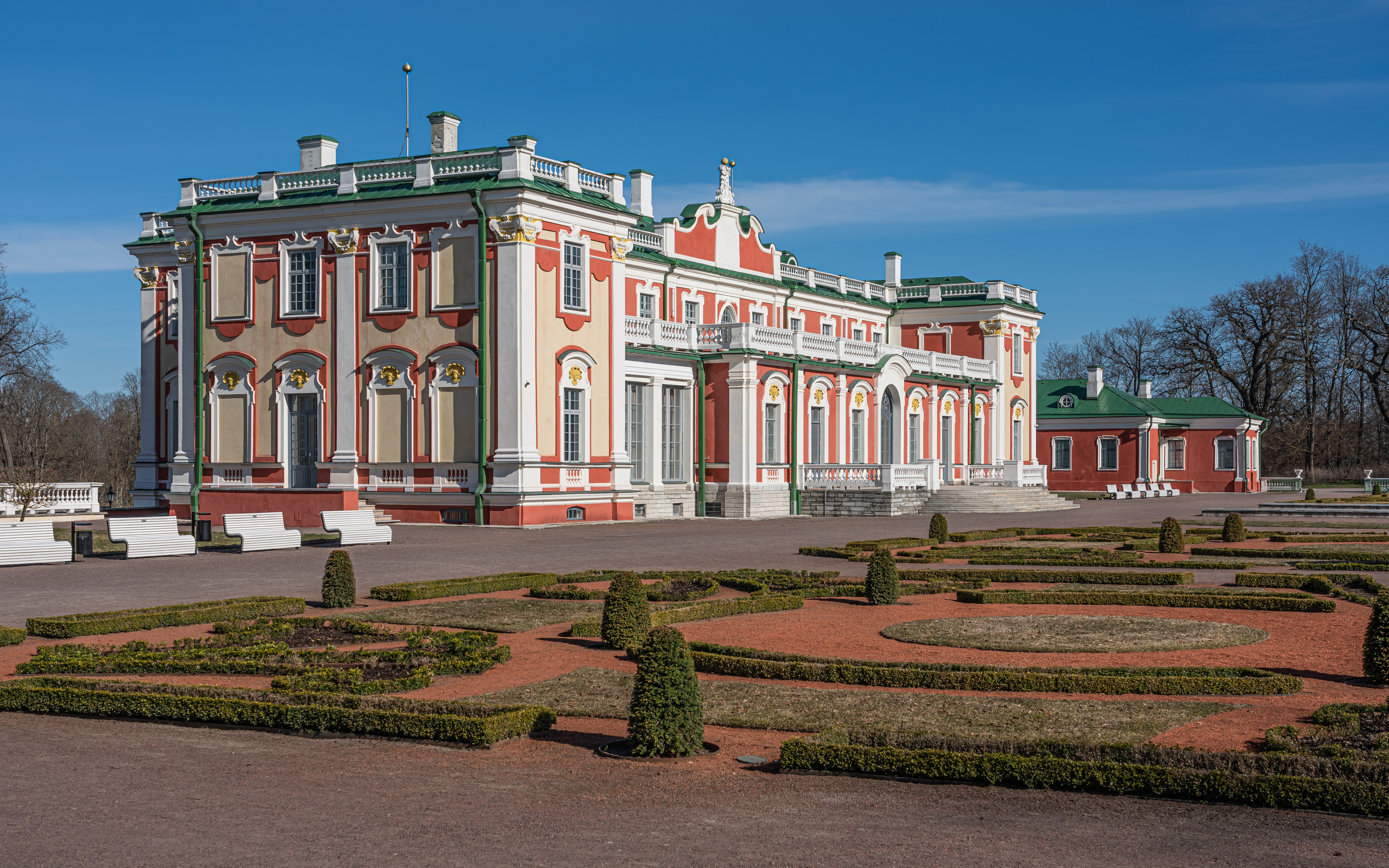
Кадріорг, Таллінн.

- Кам'яний палац для дружини і себе цар наказав вибудувати у Таллінні.

В колишньому місті шведів цар розпорядився створити величну резиденцію з пишним садом, демонструючи власну могутність. Але бував тут рідко. Резиденція була візуальним символом присутності російського монарха в Прибалтиці.
Подібної резиденції не мав ще й Петербург. Проект створив італієць Ніколо Мікетті, допомагав будувати — Михайло Земцов у 1721—1723 роках. Палац належить до найкращих зразків раннього російського бароко на тодішніх підросійських землях.(Палац збережений, використовувався як урядова споруда. В XXI ст. — художній музей і парадне приміщення уряду незалежної Естонії.)
- Італійський палац в Петербурзі для швидкості вибудували з дерева.

Це була садиба для дружини царя Катерини. Садиба з Італійським палацом відрізнялась усим — розмірами, декором, розкішшю інтер'єрів. Бо її планували не за типовим зразком. Тричастинний, двоповерховий палац з павільйонами на кінцях, в яких розмістили парадні сходинки, дивував грою різновеликих об'ємів, незвичними форами архітектури і дахів. Найбільшої краси надавав садибі сад бароко з незвичними поки партерами, фонтанами, критими стежками та квітниками. Планування парку теж було нетиповим, індивідуальним, елітним, що вигідно виділяло садибу серед сусідніх. Майстру-планувальнику були властиві витончений смак та неабиякий хист. Реалізував проект сам Мікетті, вибудувавши палац у 1721–1723 роках. Михайло Земцов (після повернення Мікетті у Рим) доробив кам'яну оранжерею, водонагніту вежу для фонтанів, відновив розпланування в саду. (Палац зруйновано, на його місці Будівля газетного відділу Російської національної бібліотеки. Споруда відома за старими планами і описами.)

## Зникла Зала
Засвоєні у Мікетті уроки по створенню ефектних споруд найбільш яскраво відбилися у проєкті «Зали Славних Урочистостей», створеному Земцовим. Це був справжній палац для царських бенкетів у два поверхи на 13 осей з бічними одноповерховими прибудовами ще на шість. Фасад прикрасили пілястри на всю висоту споруди, в центрі — вхід, на аттіку — балюстрада з декоративними вазами і царською короною. Палац, що перевищував розмірами кам'яний Літній палац, слугував для урочистостей Петра І з військовими та вельможами. Дерев'яна споруда стояла на ділянці, яку нещадно перебудовували. Палац знищено, відомий лише за описами та кресленнями.

## Сакральні споруди

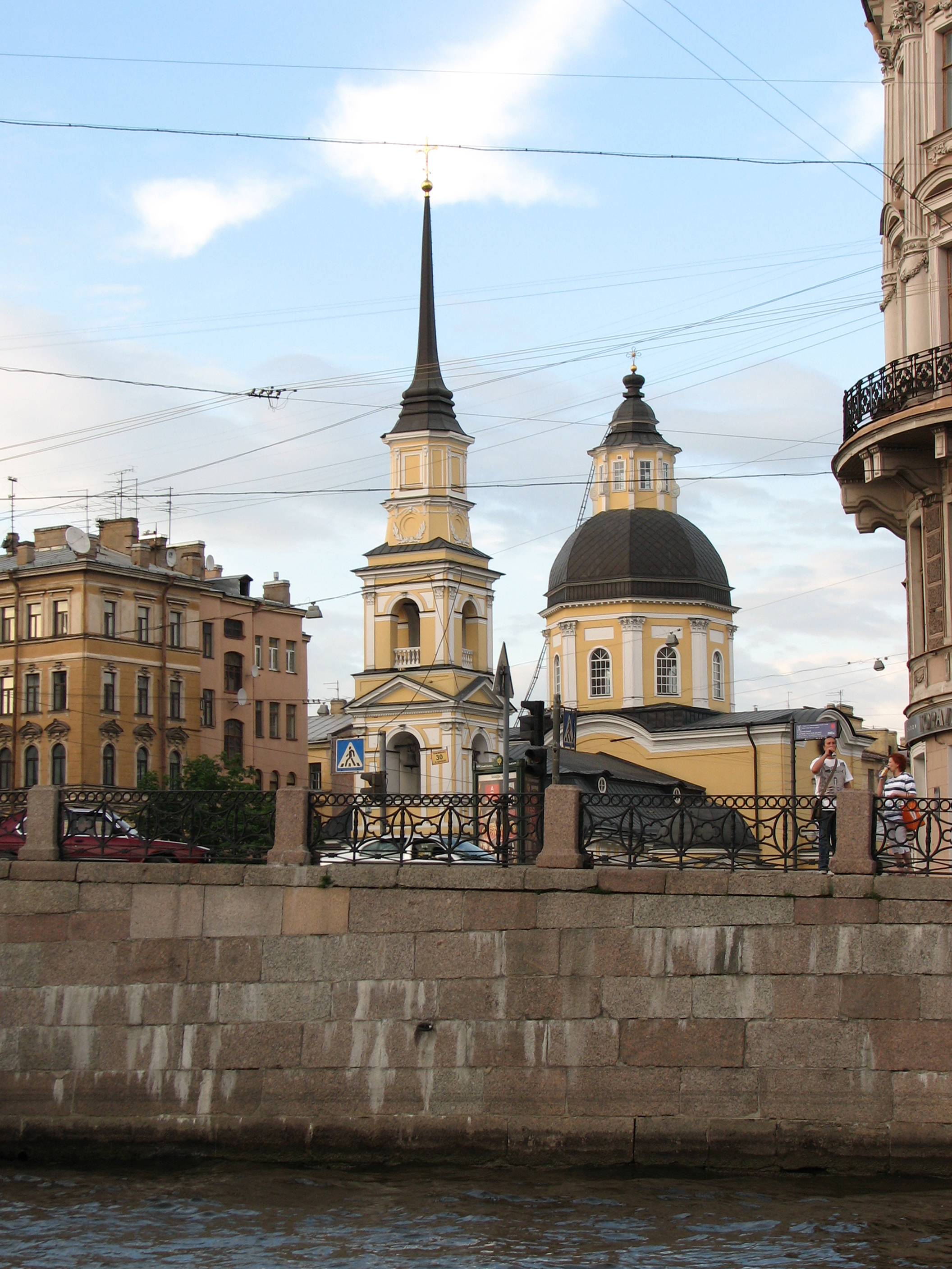
церква Симеона і Анни, Петербург.

Здібного Земцова залучили до створення декількох церков у столиці. Частка виконана за проектами інших архітекторів (Благовіщенська ц-ва, ц-ва Ісаакія Далматського). Серед найкращих творів Земцова — церква Симеона і Анни, Петербург.

## Спадок вчителя
По смерті Доменіко Трезіні — Михайло Земцов став спадкоємцем креслень, архітектурних моделей свого вчителя. Все це згодилося, бо Земцов, архітектор з досвідом, отримав право на навчання російських студентів будівничій справі. Але він лише на дев'ять років пережив Доменіко Трезіні.

## Вибрані твори
- розпланування трьох Літніх садів у Петербурзі(знищено)
- праця в саду бароко, Стрельна(разом з Н. Мікетті)
- кам'яний палац і сад бароко, Кадріорг, Таллінн
- Зала Славних Урочистостей, Літній сад, Петербург(знищено)
- Благовіщенська церква, Олександро-Невський монастир
- Італійський палац для дружини Петра І, Фонтанка, Петербург(знищено)
- Конюшений двір(стайні для царських коней)(знищено)
- церква Ісаакія Далматського (за чужим проектом), Петербург(знищено)
- церква Симеона і Анни, Петербург
- церква Різдва, Невська першпектива, (знищено)
- первісний Анічков палац (знищено, перебудовано)